# Brécy, Cher
För andra orter med samma namn, se Brécy.
Brécy är en kommun i departementet Cher i regionen Centre-Val de Loire i de centrala delarna av Frankrike. Kommunen ligger  i kantonen Les Aix-d'Angillon som tillhör arrondissementet Bourges. År 2022 hade Brécy 969 invånare.

## Befolkningsutveckling
Antalet invånare i kommunen Brécy
Referens:INSEE